# میکی ساتو (شخصیت تلویزیونی)
میکی ساتو (انگلیسی: Miki Sato؛ زادهٔ ۲۶ ژوئن ۱۹۹۳) بازیگر، و شخصیت‌های تلویزیونی در ژاپن اهل ژاپن است.